# Sant Marc de Cal Bassacs
Sant Marc de Cal Bassacs o capella de Sant Marc és una església situada en una zona rural als afores de Cal Bassacs, al municipi de Gironella, inclosa en l'Inventari del Patrimoni Arquitectònic de Catalunya.

## Descripció

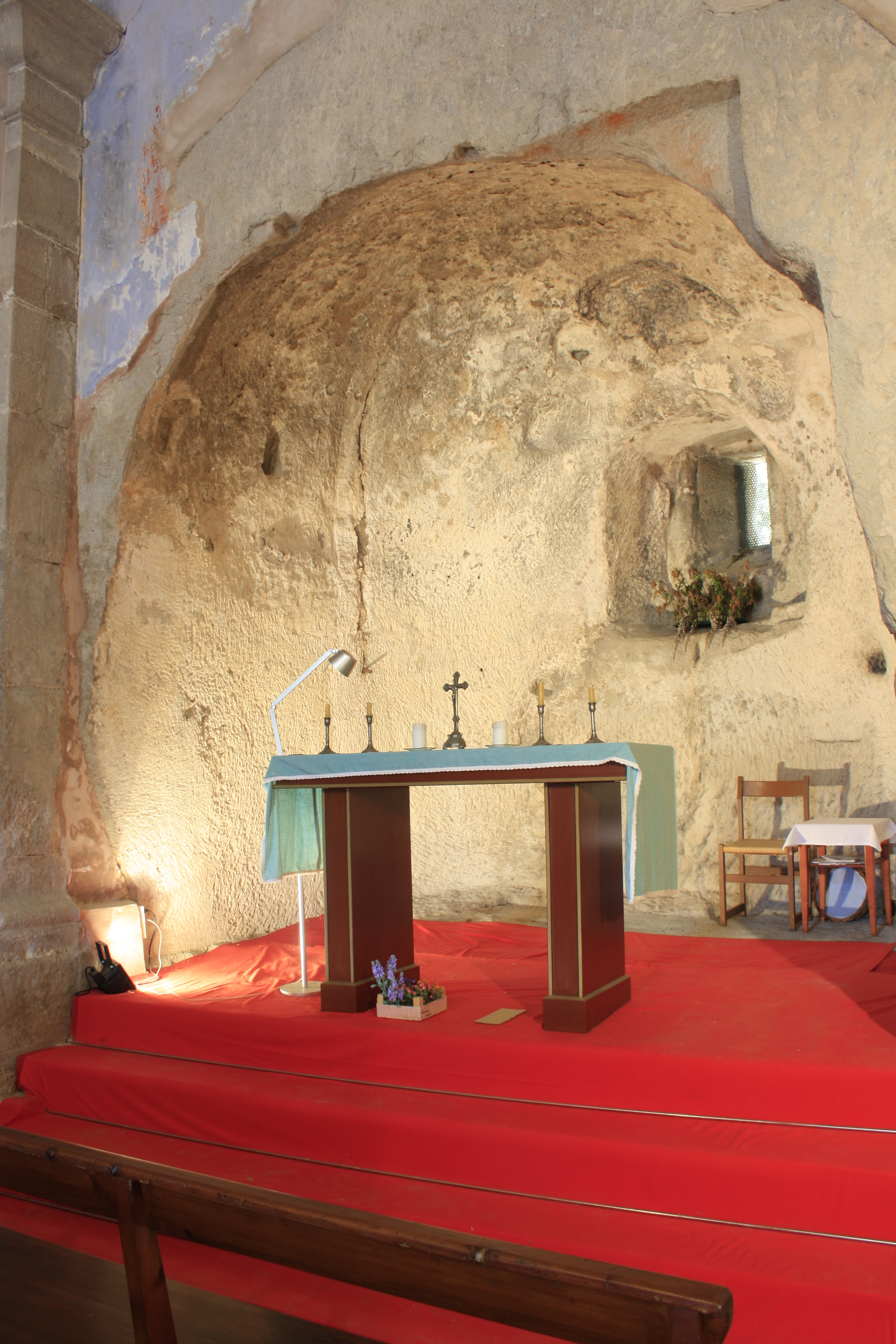
Altar i absis de la capella de Sant Marc, format a l'interior del roc

Església d'una sola nau, adossada a un penyal que fa la funció d'absis. Aquest penyal, considerat un eremitori del segle x, és de forma piramidal a l'exterior i còncava a l'interior, i és precedit per una obertura d'arc de mig punt i amb una finestra oberta a llevant formada per tres blocs monolítics. El 1853 la nau fou reforçada amb dos contraforts i coberta amb volta. La façana té un petit campanar d'espadanya, un òcul central i, protegida per un porxo, una porta d'arc de mig punt adovellat, emmarcada per un guardapols i amb grafits medievals, dels segles XIII- XIV, que reprodueixen un castell. A la roca situada darrere l'ermitatge o absis i a la seva part superior s'hi aprecien restes d'altres construccions, un hàbitat probablement medieval.
Els esgrafiats o grafits són situats a la porta d'entrada de l'església, la qual és de mig punt i està emmarcada per un guardapols que retorna en imposta; els grafits són a la clau de l'arc i als salmers. Un mateix dibuix es reprodueix seguint la tipologia d'un castell de tres cossos coronat per merlets triangulars i amb un portal de mig punt al bell mig de la representació castellera. Diferents nivells de relleu marquen les parts dels castells: relleu més gran al dibuix de la porta i dels merlets i nivell menys incisiu a l'hora de dibuixar els carreus del castell.

## Història

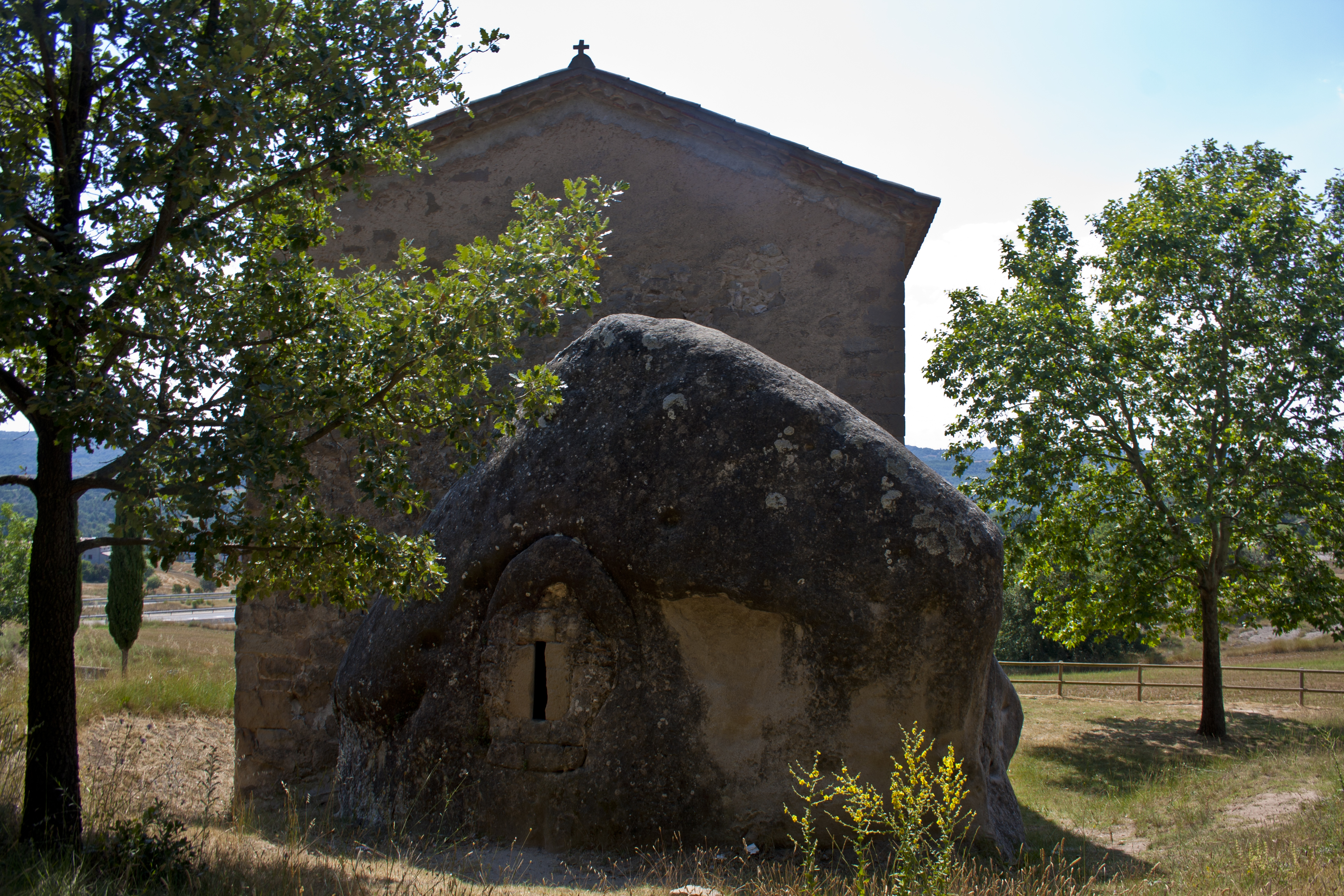
Vista posterior de la capella de Sant Marc de cal Bassacs. La roca que en l'actualitat fa les funcions d'absis, havia estat un antic eremitori

L'església actual fou bastida el 1749 segons indica una pedra de cantonada i el 1853 calgué construir-hi uns contraforts laterals per tal de contrarestar el pes de la volta. Malauradament les notícies històriques són molt escasses. Les primeres referències són ja d'època moderna, quan les masies veïnes col·laboren en la construcció de l'actual capella, al segle xviii. De fet, a finals del segle xvii, ni tan sols s'esmenta com a sufragània de la parroquial de santa Eulàlia de Gironella. De totes maneres, el cos principal d'aquesta església (llevat de l'absis-ermitatge del segle IX-X), sembla correspondre a un edifici del segle xiii que fou modificat i consolidat de nou al segle xviii.
Pel que fa als grafits, és molt difícil determinar-ne la data de forma precisa. Per la temàtica utilitzada en la representació (castells únicament) podria tractar-se d'un treball baix medieval o posterior a causa de les grans reminiscències i permanència del Romànic en aquesta comarca.